# Waldemar Becker

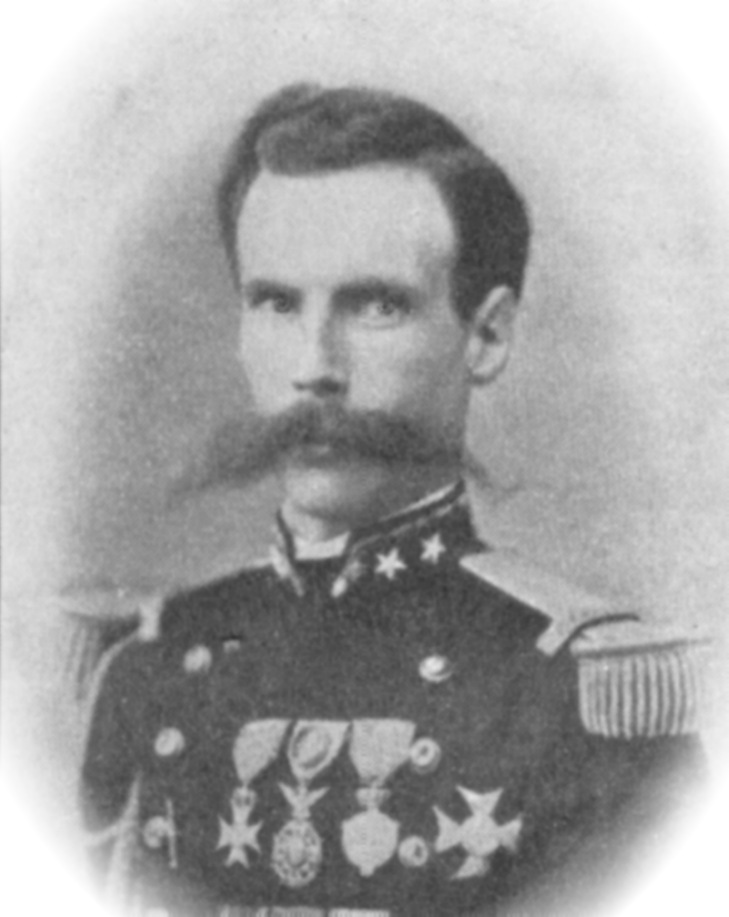
Waldemar Becker i serbisk uniform.

Evert Gustav Waldemar Becker, (senare Becker-Reuterskiöld), född 6 april 1840, död 22 februari 1907, var en finländsk militär och författare.
Becker flydde efter några års tjänstgöring som officer i Finland och Sankt Petersburg till USA, där han deltog i kejsar Maximilians Mexikanska fälttåg, återvände till Europa och var bland annat under rysk-turkiska kriget 1877-1878 generalstabschef hos Milan I av Serbien och officer i grekisk tjänst. Efter freden bosatte han sig i Italien där han ägnade sig åt ett politiskt författarskap där han 1880 förutsåg den hårdnade politiken mot finska nationella strävanden, vilket Becker antog skulle leda till ökad finsk nationalism och på sikt landets självständighet.
Han är begravd på Sandudds begravningsplats i Helsingfors.